# Krpanova pot
Krpanova pot je pohodniška pešpot, poimenovana po junaku iz Levstikovega dela Martin Krpan z Vrha, objavljenega leta 1858 v Slovenskem glasniku. Vsako leto je zadnjo nedeljo v aprilu organiziran pohod, ki je v osnovni različici dolg 18, v različici povirje Iške pa 23 kilometrov. Pot je zložna in primerna za vsakogar, povprečen pohodnik jo zmore v štirih do petih urah. Vodi mimo dvajsetih posebej označenih znamenitosti naravne in kulturne dediščine ter je povečini speljana po makadamskih cestah, kolovozih ter asfaltu in je dobro označena.

## Opis poti
Pot ima tri vstopne točke, in sicer Novo vas, Velike Bloke in Volčje. Najprej pelje mimo Bloškega jezera, potem skozi vasi Sveti Duh, Ravnik in Gradiško, nadaljuje pa se skozi vas Zavrh, mimo cerkve Sv. Urha in ostankov Fajglove domačije, kjer je bilo domovanje Martina Krpana. Pešpot vodi čez vasi Zales, Sveta Trojica in Velike Bloke ter čez pobočje Bradatke nazaj do Bloškega jezera.

## Postaje na poti
Bloško jezeroBloško ali Volčje jezero, pomembna turistična in rekreacijska točka v naselju Volčje, je umetnega izvora, nastalo je po zajezitvi izvira pod pobočjem Ogrnika. Jezero je bilo leta 2003 obnovljeno, v njem je skozi celo leto dovoljen ribolov, uredili so tudi kopališče.
Bloščica – nizko barjeNa severnem delu Bloške planote teče potok Bloščica, na ravnici poleg njega pa se razprostirajo obsežni vlažni travniki, ki veljajo za ene najlepše ohranjenih v Sloveniji. Ker so ti predeli dalj časa poplavljeni, travniki na nekaterih mestih prehajajo v nizka barja.
Sv. DuhVas na Bloški planoti je poimenovana po cerkvi, ki je bila prvič omenjena leta 1581, prenovljena pa v sedemdesetih letih 19. stoletja. Zvonik cerkve je pogorel med bombnim napadom leta 1942.
Iška30 km dolga reka izvira na severni strani Bloške planote, izliva pa se v reko Ljubljanico, torej spada v  Črnomorsko povodje. Nadmorska višina, ki jo ob tem premaga, je 492 metrov.
Jez, mlini in žage v IškiNekoč je ob reki stalo več kot 50 mlinov in žag, a je večina propadla po drugi svetovni vojni, ko so začeli mleti in žagati na električni pogon. Danes so ohranjeni leseni jez, podkrepljen z železjem, akumulacijski jez, zapornice in vodno korito Mlinščice, nastalo v 19. stoletju. Edina še delujoča žaga na Iški je Benkotova žaga.
RavnikV cerkvi sv. Roka v naselju Ravnik stoji baročni kip nadangela Mihaela v boju s hudičem. Posebnost je vaški vodnjak iz leta 1892, ki ga je dal postaviti grof Auersperg – Turjaški.
GradiškoGradiško, naselje brez prebivalstva, leži na nadmorski višini 812,7 metra. V vasi stoji star, domala porušen hlev, za katerega organizatorji pohoda pravijo, da se je v njem skotila Krpanova kobila, kar naj bi dokazovala stara podkev, ki je brez žebljev.
Črni borČrni bor je zimzeleno iglasto drevo, s katerim so pogozdovali Kras. Na tem območju naj bi ga dali nasaditi grofi Auerspergi.
Navadna bodikaNavadna bodika je zimzeleno drevo z bodičastimi listi in je dvodomna rastlina. V Sloveniji je zaradi redkosti zakonsko zaščitena.
ZavrhZavrh je naselje na Blokah, v katerem je skulptura posvečena bloškemu volu. Je kraj, kjer se Krpanova pot stika z Evropsko pešpotjo E-7 Atlantik – Črno morje.
Sv. UrhBlizu cerkve sv. Urha, ki je najvišja točka Krpanove poti, in dvorca Pajkovo naj bi bilo domovanje Martina Krpana. Pri pajkovski graščini naj bi bil Martin Krpan tudi čuvaj.
Pajšteba – sušilnica sadjaSušilnica sadja, ki je bila izven vaškega naselja zgrajena leta 1871, je del Žmalkove domačije. Prenovljena je bila leta 2009.
Bočkova žaga in mlinIz vasi Zales se pot spusti v grapo, kjer so Bočkova žaga, staro mlinsko kolo in mlinarjeva hiša. Žaga je stara že preko sto let in je še vedno uporabna, a ne deluje več.
Sv. TrojicaNaselje je dobilo ime po cerkvi Sv. Trojice, ki je vredna ogleda, čeprav pot vodi kakšnih sto metrov nižje.
BloščicaBloščica je največja površinska voda na tem območju, katere posebnost so številni meandri, ki so nastali zaradi skoraj ravne podlage in zelo malega padca.
Velike BlokeV drugi največji vasi na Bloški planoti se nahajata cerkev Marijinega vnebovzetja in Napoleonov most preko Bloščice, ki je bil leta 1858 tako kvalitetno zgrajen, da še danes ne potrebuje obnove.
Spomenik talcemTrpljenje Bločanov med drugo svetovno vojno prikazuje spomenik talcev, ki stoji v spomin na dvanajst domačinov, ki so izgubili življenje pod streli okupatorja.
Bloški hribDanes je Bloški hrib zaraščen z rdečimi bori, še pred šestdesetimi leti pa je bil popolnoma gol, zaradi česar je bil vzletna točka Bloške jadralne šole.
BradatkaNa Bradatki so bili včasih travniki, danes je tam gozd. Tudi ta hrib je bil vzletišče za Bloško jadralno šolo.
Cerkev sv. Volbenka na VolčjemJe ena izmed najstarejših na Bloški planoti, poleg nje stoji kapelica, zgrajena nad vodnim izvirom, poimenovanem po ukradenem kipu sv. Antona.